# Автомобільний провулок (Київ)
Автомобі́льний прову́лок — зниклий провулок, що існував у Радянському районі (нині територія Шевченківського району) міста Києва, місцевість Шулявка. Пролягав від вулиці Пархоменка до тупика.

## Історія
Провулок виник у 40-х роках XX століття під назвою Новий. Назву Автомобільний набув 1958 року, повторне рішення про найменування — 1977 року.
У довіднику «Вулиці Києва» 1995 року був наведений у переліку вулиць, провулків і площ, що зникли в 2-й половині 1970–90-х років у зв'язку зі знесенням старої забудови, переплануванням місцевості або виключенням назви з ужитку. Нині існує як проїзд без назви.